# Eretmocerus lativentris
Eretmocerus lativentris är en stekelart som beskrevs av Girault 1932. Eretmocerus lativentris ingår i släktet Eretmocerus och familjen växtlussteklar. Inga underarter finns listade i Catalogue of Life.